# Pieter Vincent van Stein Callenfels

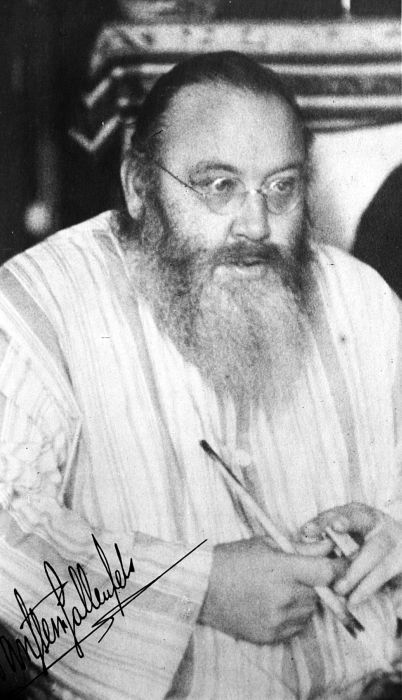
Gesigneerd portret van Dr. P.V. van Stein Callenfels

Pieter Vincent van Stein Callenfels (Maastricht, 4 september 1883 - Colombo (Sri Lanka), 26 april 1938) was een archeoloog en historicus die werkzaam was in Nederlands-Indië.

## Biografie
Van 1902 tot 1904 studeerde hij Indologie aan de Universiteit Leiden. In 1905 vertrok hij naar Soerabaja waar hij in dienst was van het koloniale bewind. Dit beviel hem echter niet, en hij nam in 1906 ontslag. Hij zwierf over Java en ging in 1908 werken bij een koffieonderneming te Mojokerto.
Vanaf 1915 tot werkte hij bij de Oudheidkundige Dienst van Nederlands-Indië. Van 1921 tot 1924 was hij in Nederland, waar hij zich verder bekwaamde in architectuur en archeologie. Bij terugkeer in Nederlands-Indië groeide hij uit tot de grondlegger van de studie van de Indische prehistorie. Hij deed vele opgravingen, waarbij die bij van Guwa Lawa de belangrijkste was.
Hij ontving onderscheidingen van Groot-Brittannië, Thailand, Japan, Annam, Cambodja en Nederland. In 1938 overleed hij onverwachts in Colombo, op weg naar Nederland.
Vanwege zijn grote gestalte en zijn excentrieke levensstijl had hij de bijnaam "Iwan de Verschrikkelijke".
- Bibsys: 1592544502586
- Biografisch Portaal: 15104515
- CiNii: DA03920355
- Gemeinsame Normdatei: 172014174
- International Standard Name Identifier: 0000 0000 8132 2132
- KulturNav: 7f0ffa2f-a3b7-4b0a-a2f6-bd3a42007920
- Library of Congress Control Number: no2004007229
- Nationale bibliotheek van Australië: 35036853
- Nationale Bibliotheek van Israël: 987007288685605171
- Nederlandse Thesaurus van Auteursnamen: 07131802X
- Système universitaire de documentation: 07985754X
- Trove: 808242
- Virtual International Authority File: 53852738
- WorldCat: E39PBJdx6X9CYb7QcCVdQqpByd